# Ходченкова, Лидия Алексеевна
Лидия Алексеевна Ходченкова — советский хозяйственный и политический деятель.

## Биография
Родилась в 1931 году в Ленинграде. Член КПСС.
Окончила Ленинградский технологический институт им. Ленсовета.
В 1955—1970 гг. — инженерный и руководящий работник НПО «Краснознамёнец».
В 1970—1973 гг. — секретарь парткома НИИ Химического приборостроения при заводе «Краснознаменец».
В 1975—1989 гг. — секретарь Калининского РК КПСС, заместитель заведующего отделом организационно-партийной работы Ленинградского обкома КПСС.
В 1989—1985 гг. — первый секретарь Куйбышевского райкома КПСС города Ленинграда.
В 1985—1989 гг. — секретарь Ленинградского горисполкома.
В 1989—2020 гг. — заместитель председателя Ленинградского областного отделения, затем Санкт-Петербургского отделения
Международного общественного фонда «Российский Фонд Мира».
Делегат XXVI съезда КПСС.
Умерла в Санкт-Петербурге в 2024 году.

## Награды
- Орден Дружбы (1998)
- Орден Трудового Красного Знамени (1981)
- Орден Знак Почёта (1976)